# Tanna du Sud-Ouest
Le tanna du Sud-Ouest est une langue océanienne parlée par 5 000 locuteurs dans le sud-ouest de Tanna, au Vanuatu. Ses dialectes sont : Nowai, Nvhal, Navava et représentent une chaîne dialectale complexe.

## Écriture
Durant la première moitié du XXe siècle, des missionnaires ont publié des ouvrages dans plusieurs langues de Tanna, proche du tanna du Sud-Ouest, notamment en kwamera, lenakel et whitesands, avec des orthographes basées sur l’alphabet anglais.
Des orthographes phonémiques ont été développées depuis pour les langues de Tanna, dont le tanna du Sud-Ouest.
John Lynch publié un alphabet phonémqieu en 1982.
| a | e | f | g | h | i | ɨ | k | kw | l | m | mw | n | o | p | pw | r | s | t | u | v |

Un autre alphabet phonémique est utilisé dans la traduction du Nouveau Testament en tanna du Sud-Ouest publié par Wycliffe Bible Translators, celui-ci utilise notamment le j ‹ j › pour noter la consonne affriquée palato-alvéolaire sourde [tʃ] ou le scwha ‹ ə ›.